# 馬政局
馬政局（ばせいきょく）は、1906年（明治39年)の馬政局官制に基づき、省庁から独立して内閣総理大臣管理下において馬匹改良、蕃殖その他の馬政を担当した行政機関。1923年（大正12年）に一度廃止されたが， 1936年（昭和11年) に再設置されて以降太平洋戦争終結まで馬政の推進機関となった。

## 概説
日清戦争を経た戦果により欧米列強と日本との間における歴然とした軍馬の資質差が問題視された。そこで軍馬の資質を改善するため1895年6月18日に勅命によって馬匹調査会が設けられ改善手法を探る事となった。その後日露戦争が勃発、時を同じくして1904年4月7日に宮中午餐会の席上で明治天皇より「馬匹改良のために一局を設けて速やかにその実効を挙ぐべし」との勅命が下った。これにより9月21日に臨時馬制調査委員会が設置され、宮内省主馬頭藤波言忠及び獣医学者新山荘輔らを中心として馬匹改良を担う行政機関の設置が図られ、8度に及ぶ委員会審議を経て馬政第一次計画が立案された。
1906年5月30日、勅令121号をもって馬政局官制が公布され馬政局が設置された。馬政局は特定省庁の管理下に属さない内閣総理大臣の直轄機関であり、その主長には勅任二等官の「局長」ではなく一等官の「長官」が置かれ、省庁に準ずる機関としての地位が与えられた。これに伴い農商務省の馬事関連作業部局も馬政局に移管され、日本の馬事馬産を一手に担う専門機関が発足した。
馬政局はその発足直後から30年計画による馬匹改良事業に着手し、官営牧場及び種馬場の整備、優良牡牝馬の選定輸入及び育種、軍馬に供する馬匹の体格基準の制定などを行ったほか、馬匹の需要拡大を狙った競馬の振興も積極的に行った。
1910年6月21日には陸軍省の外局となったが、国内馬産の隆盛と共に役割を一旦終えたと判断されたことにより、1923年3月31日をもって馬政局が廃止され、業務が農商務省畜産局へ一時移された。しかし満州事変等に伴う中国との関係悪化を受けて軍馬の需要が再び増大し、1936年に馬政第二次計画が開始されたのに伴って農林省の外局として再設置された。その後1945年まで馬匹の生産管理を担ったが、太平洋戦争終結に伴い完全に廃止され、業務の一部は農林省畜産局馬産課に引き継がれた。
馬政局が陸軍省の所管であったことに対して、衆議院議員であった沢来太郎が1912年に著書「陸海軍政整理論」にて批判を行っている。馬政局の事業というものは本来農商務省が所管すべき部署であり陸軍省ではなく農商務省に移すべし、という意見であった。陸軍省の視点では軍馬の養成改良だけの狭い視点しか持ち得ないが、馬の改良というものは一般馬匹の改良繁殖が更に優先されるべきであり、これが果たされることにより軍馬の養成改良も追従される事柄である、と沢は持論を展開した。

## 沿革
- 1895年 - 馬匹調査会が設けられる（勅令第77号）[9]。
- 1904年 - 日露戦争勃発
  - 宮中午餐会の席上にて明治天皇より馬匹改良に関する勅命が下る[2]。
  - 臨時馬制調査委員会官制公布（勅令第209号）[3]。
- 1905年 - 馬政第一次計画立案
- 1906年 - 馬政局官制公布（勅令第121号）[4]。
  - 6月1日 - 東京市麹町区永田町1丁目7番地で事務を開始[10]。
  - 馬政第一次計画がスタート[11]。
- 1910年 - 馬政局が陸軍省外局となる（勅令第290号）[5]。
- 1919年8月15日 - 庁舎が麹町区元衛町1番地に移転し事務を開始[12]。
- 1923年 - 馬政局が廃止され（勅令第114号）[6]、業務が農商務省畜産局へ移管された[7]。
- 1936年 - 日中関係悪化に伴い、馬政局官制公布（勅令第160号）[13]。
  - 馬政第二次計画スタート。
- 1938年 - 日中戦争激化に伴う計画の変更
- 1945年 - 農林省畜産局の設置に伴い、馬政局が廃止された（勅令第607号）[14][15]。

## 組織
（1906年～1910年にかけての独立馬政局時代のものを記す）

### 官員
幹部
- 馬政長官（勅任一等官）
- 馬政次長（勅任二等官）
- 馬政官（奏任官10名）

業務官
- 種馬牧場長（奏任官3名）
- 種馬育成所長（同1名）
- 種馬所長（同15名）
- 馬政技師（同8名）
- 馬政技手（判任官133名）

事務官
- 馬政書記官（奏任官1名）
- 馬政書記（判任待遇21名）
- 馬政属（同26名）

上記「官員」節の内容は出典「官報6874号」に基づく。

### 部署
第一部
- 監督課
- 牧馬課

第二部
- 馬政課
- 去勢課

官房
- 庶務課
- 会計課

上記「部署」節の内容は出典「官報6876号」に基づく。

## 歴代長官
馬政長官
- （兼）曾禰荒助:1906年6月1日[16] - 1908年10月8日[17]
- （兼）寺内正毅:1908年10月8日[17] - 1910年6月22日
- 浅川敏靖:1910年6月22日 - 1920年8月10日
- 石光真臣:1920年8月10日 - 1922年10月20日
- 渡辺為太郎:1922年10月20日 - 1923年3月31日

馬政局長官
- （兼）長瀬貞一:1936年7月6日 - 1937年5月14日
- （兼）戸田保忠:1937年5月14日 - 1937年7月6日
- 村上龍太郎:1937年7月6日 - 1938年1月7日
- 荷見安:1938年1月7日 - 1939年5月5日
- 村上富士太郎:1939年5月5日 - 1941年1月21日
- 粟屋仙吉:1941年1月21日 - 1942年3月9日
- 岸良一:1942年3月9日 - 1944年9月30日
- （扱）重政誠之:1944年9月30日 - 1944年11月29日
- 梶原茂嘉:1944年11月29日 - 1945年4月28日
- 西村彰一:1945年4月28日 - 1945年10月26日

上記「馬政局長官」節の内容は、出典「日本官僚制総合事典：1868 - 2000」に基づく。

## 馬政計画

### 馬政第一次計画
馬政第一次計画は1906年に馬政局が設置されスタートした。
同計画は1906年から1923年までの18年間に渡る計画第一期と、引き続いて計画第二期となる1923年から1935年に渡る12年間、以上を併せて計30年間に渡り馬政第一次計画が遂行された。
計画の第一期では「国有種牡馬を充実させること」及び「馬の血種を三分の一程度更新すること」を目標として遂行された。続く第二期では「馬の持久力の増大」及び「中等体尺者の使用を標準とすること」という目標を掲げ、輓用型中間種を重点的に生産する方針が採られた。更に馬の種類を固定化するため輸入種牡馬の種類を限定する事も併せて行われた。
以上に示した計画が遂行された結果、日本国内における馬匹の数および種類の割合は以下の変化がみられた。
- 計画スタート当初：馬匹数146万5千頭（種類：和種87%、雑種12%、洋種1%）[11]
- 第一期終了時点：馬匹数159万1千頭（種類：和種18%、雑種80%、洋種2%）[11]
- 第二期終了時点：馬匹数144万8千頭（種類：和種3%、雑種94%、洋種3%）[11]

### 馬政第二次計画
馬政第一次計画が計画満了となり予期の成果を挙げたとされたが、国内外の情勢から政府はさらに継続実行すべく第二次馬政計画を策定し、これを承継し、なお30箇年にわたり実行するとされ、「国防上必要なる有能馬特に有能乗輓馬の充実を目標とし産業上の基礎に立脚し経営の実情に即して適切なる保護奨励を行い馬産経営の安定を図り馬の資産を涵養充実せんとす」るにあるとされた。
馬政第二次計画は、
1. 期間　昭和11年度から昭和40年度までの30箇年
2. 保有馬数　内地は少なくとも150万頭、その役種区分は別に定める
3. 馬の改良方針　役種区分に基づいて地域的に役種生産方針を確立し、馬の登録に関する制度を設け、種類別体型標準に拠り配合の統制を図り体型を整理し、種類の固定に努め各役種に適応する性能を具える馬の造成を期する
4. 種牡馬の要数　6000頭とし、うち政府繋養は少なくとも3000頭、民間のものに相応の保護を加え充実を図る
5. 種牡馬の充実　特に乗輓馬生産用優良種牡馬の維持涵養に重きを置き、有能馬生産資源を確保する
6. 馬の育成調教　改善向上を図り、その性能の発揮を全からしめ有能馬の造成を期する
7. 馬の利用　範囲の拡張と利用方法の改善ならびに乗馬の普及を図り、これの需要の増進を期する
8. 牧野および飼料　牧野の改良整備と飼料の増産を図り、馬産経済の改善に資するとともに馬の資質の向上を期する
9. 馬の衛生　疾病の防遏、健康の増進を図るとともに蕃殖能率の向上に努め馬産の安定に資する
10. 競馬　改善刷新を図りその施行を適正にし馬の改良増殖の目的達成に努める
11. 朝鮮、台湾、樺太の馬産との連絡　内地馬政の遂行にはこれと連絡を図りこれの助長に努める

との要綱で行われたが、敗戦の結果1945年で終了した。